# Patricio Rubio
Patricio Rodolfo Rubio Pulgar (Santiago, Región Metropolitana de Santiago, Chile, 18 de abril de 1989) es un futbolista chileno. Juega como delantero y su equipo actual es Ñublense de la Primera División de Chile.

## Trayectoria

### Colo Colo (2006-2008)
Se formó desde los siete años en las divisiones inferiores de Colo-Colo, debutando con el primer equipo en el Clausura 2006 frente a Cobresal. No volvería a jugar otro partido en Primera hasta el Apertura 2008.

### Ñublense (2007)
En 2007 se fue de préstamo a Ñublense, donde no tuvo oportunidades de jugar ningún partido en el club. Ocurriendo que Patricio vuelve a Colo Colo a probar su suerte hasta el año 2009.

### Argentina e Iberia (2009-2010)
A principios de 2009 queda con el pase en su poder y parte a probar suerte al fútbol argentino llegando al Club Rivadavia del Torneo Argentino A donde permaneció por un año y medio junto con su excompañero de cantera Nicolás Millán donde lograría convertir diez goles. Tras su paso por Argentina regresa a Chile para jugar en la Tercera A, defendiendo en el segundo semestre los colores de Iberia de la ciudad de Los Ángeles.

### AC Barnechea (2011-2012)
En 2011 llegaría su mejor campaña al llegar a otro cuadro de la Tercera A, Barnechea FC, donde en una temporada lograría ser el goleador del equipo ayudando a obtener un histórico ascenso a la Primera B pero también como premio personal fue premiado como el Futbolista Amateur del Año de aquel año. Rubio fue protagonista en este partido histórico de Barnechea, que logró conseguir el ascenso gracias a este partido, ya que convirtió uno de los tantos con los que Barnechea venció 3-0 a Municipal Mejillones. Para el siguiente año permanecería en el club capitalino pese a que su pase pertenece a Unión San Felipe.
Posteriormente, luego del ascenso de Barnechea FC a Primera B, mete un gol en el primer partido de la historia de Barnechea FC en Primera B, contra Magallanes. Al finalizar el Apertura es la figura del equipo siendo goleador con 16 goles.
Gracias a estas buenas actuaciones, al finalizar el Apertura de la Primera B es traspasado al club Unión Española para suplantar al argentino Emanuel Herrera.

### Unión Española (2012-2013)
Llega a este club de cara al inicio del Clausura. Marca sus primeros 2 goles con el club el 7 de julio de 2012, en su primer partido con este ante Audax Italiano. Luego de 2 semanas le marca a O'Higgins en el triunfo hispano por 3 a 1. Posteriormente le marca a Unión San Felipe y el 25 de agosto de 2012 a la Universidad de Chile. Al terminar la fase regular la Unión Española termina 7 en la tabla, clasificando a los playoffs en los cuales les toca en cuartos de final con la "U".
El 25 de noviembre de 2012 el Pato Rubio marca los últimos 2 goles del triunfo hispano por 4-1 sobre la Universidad de Chile.
Luego, en las semifinales, el 28 de noviembre de 2012 en el partido de ida el Pato Rubio marca el último gol del triunfo de la Unión sobre el club que lo vio nacer, le marca el gol del 3-1 final sobre Colo Colo.
En el torneo de transición 2013, y tras una gran campaña del elenco hispano, se corona campeón del fútbol Chileno, marcando el gol del triunfo para Unión Española contra Colo-Colo en la última fecha de dicho torneo, quedando así primeros en la tabla y campeones indiscutidos.

### Universidad de Chile (2013-2014)
Tras el interés inicial de Colo-Colo por contar con el jugador, el 3 de agosto de 2013, Universidad de Chile realizó una contraoferta de un US $1.600.000 por la mitad de su carta, la cual finalmente aceptó Unión Española. Cuatro días después, Rubio fue presentado en el Centro Deportivo Azul por el presidente del club José Yuraszeck, que le asignó el dorsal "16". Su debut con el club se produjo el 9 de agosto del mismo año, en la victoria por 3-0 ante Cobresal por la tercera fecha del Torneo de Apertura 2013. En el partido además anotó su primer gol con la camiseta azul, esto tras marcar el último tanto del encuentro. Casi a final de mes, el 25 de agosto, marcó un póker de goles en la victoria por 5-0 frente a Deportes Antofagasta. Luego de un mes sin anotar, el 29 de septiembre anota el 2-0 contra Unión Española. Terminó el Apertura con 6 tantos y fue el goleador del equipo azul. 
Para el Clausura 2013-2014, Rubio abre la cuenta ante Rangers, después marca un doblete ante Ñublense para luego volver a anotar dos goles ante Antofagasta, convirtiéndose así en titular fijo de la escuadra de Romero. Poco a poco se fue ganando su titularidad, por esto ratifica su dicha titularidad marcando un doblete el 23 de marzo de 2014 en el clásico universitario frente a Universidad Cátolica. Ya con la llegada del uruguayo Martín Lasarte a la banca azul, Rubio consiguió ganar una camiseta de titular en el equipo para el Torneo Apertura 2014, en el cual "La U" se coronó campeón con él como uno de sus principales pilares al ser el goleador del equipo con 11 tantos,  marcando consecutivamente desde la fecha 9 hasta la 16, salvo en la fecha 11 donde el equipo no marcó debido a la derrota por 2-0 frente a Colo-Colo en el Superclásico. jugó su último partido con la camiseta azul el 3 de enero frente a Cobresal.

### Querétaro FC (2015)
Después de comenzado el Torneo Clausura 2015 se especuló con una posible salida del club para emigrar al fútbol mexicano, desde donde los Gallos Blancos de Querétaro estaba interesado en sus servicios. Así, el día 8 de enero se concreta la venta del jugador al club azteca por una oferta, según Carlos Heller de La U, "imposible de rechazar tanto para el club como para el jugador: Gallos Blancos pagó su cláusula de salida de Rubio por $5 millones de dólares, asegurando para el jugador un salario de $650 mil dólares anuales, más una casa y dos autos". Con su venta "El Pato" se convierte en el tercer jugador que deja más ingresos al club con su venta, sólo detrás de Eduardo Vargas, que fue vendido en $14.7 millones de dólares al Napoli, y de Rodrigo Tello, por $7 millones al Sporting de Lisboa.
Disputó la final del Torneo Clausura 2015, en la ida, donde perdieron 5-0, entró de cambio al minuto 87 por Ángel Sepúlveda. En la vuelta donde casi logran remontar ganando 3-0, entra al minuto 60 y termina el torneo como subcampeón.

### Universidad de Chile (2015-2016)
Tras un magro semestre por los Gallos Blancos de Querétaro, para el segundo semestre retorna en calidad de préstamo a la U por 6 meses, para jugar el torneo de apertura 2015-2016.

### Dorados de Sinaloa (2017)
El 15 de diciembre de 2016 se anuncia su préstamo a los Dorados de Sinaloa.

### Alianza Lima (2020)
A mediados de 2020 ficha por Alianza Lima, por pedido de su compatriota Mario Salas, quien lo había dirigido en Barnechea FC en el año 2012. Luego de una temporada terrible, a finales de 2020 fue parte del descenso del club blanquiazul. Durante su estadía en la escuadra victoriana, Rubio fue aplaudido por la hinchada al considerarlo uno de los pocos jugadores rescatables del plantel de aquella temporada; pero también fue criticado por no lograr mantenerse en condiciones óptimas a lo largo del el año, evidenciando persistentes problemas de sobrepeso que generaron descontento entre los seguidores.

## Selección nacional
Sus participaciones a nivel de selecciones serían con la Selección de fútbol de Chile donde fue parte de un combinado local para jugar tres amistosos, logra debutar frente a Senegal el 15 de enero de 2013. 4 días después, tuvo participación frente a Haití, marcando un gol en la victoria chilena por 3-0.
En abril de 2013, fue nuevamente convocado, para un partido amistosos entre jugadores del combinado local de Chile y Brasil en el Estadio Mineirão, que terminó empatado a 2 goles.

### Partidos internacionales
| Partidos internacionales | Partidos internacionales | Partidos internacionales                                           | Partidos internacionales | Partidos internacionales | Partidos internacionales | Partidos internacionales | Partidos internacionales | Partidos internacionales | Partidos internacionales |
| N.º                      | Fecha                    | Estadio                                                            | Local                    | Resultado                | Visitante                | Goles                    | Asistencias              | DT                       | Competición              |
| ------------------------ | ------------------------ | ------------------------------------------------------------------ | ------------------------ | ------------------------ | ------------------------ | ------------------------ | ------------------------ | ------------------------ | ------------------------ |
| 1                        | 15 de enero de 2013      | Estadio La Portada, La Serena, Chile                               | Chile                    | 2-1                      | Senegal                  |                          |                          | Jorge Sampaoli           | Amistoso                 |
| 2                        | 19 de enero de 2013      | Estadio Municipal Alcaldesa Ester Roa Rebolledo, Concepción, Chile | Chile                    | 3-0                      | Haití                    | Anotado                  |                          | Jorge Sampaoli           | Amistoso                 |
| 3                        | 24 de abril de 2013      | Estadio Mineirão, Belo Horizonte, Brasil                           | Brasil                   | 2-2                      | Chile                    |                          |                          | Jorge Sampaoli           | Amistoso                 |
| Total                    | Total                    | Total                                                              | Presencias               | 3                        | Goles                    | 1                        |                          |                          |                          |

| Selección chilena | Selección chilena | Selección chilena |
| Año               | Partidos          | Goles             |
| ----------------- | ----------------- | ----------------- |
| 2013              | 3                 | 1                 |
| Total             | 3                 | 1                 |

## Estadísticas

### Clubes
| Club                              | Div.          | Temporada     | Liga  | Liga  | Liga   | Copas nacionales | Copas nacionales | Copas nacionales | Torneos internacionales | Torneos internacionales | Torneos internacionales | Total | Total | Total  | Media goleadora |
| Club                              | Div.          | Temporada     | Part. | Goles | Asist. | Part.            | Goles            | Asist.           | Part.                   | Goles                   | Asist.                  | Part. | Goles | Asist. | Media goleadora |
| --------------------------------- | ------------- | ------------- | ----- | ----- | ------ | ---------------- | ---------------- | ---------------- | ----------------------- | ----------------------- | ----------------------- | ----- | ----- | ------ | --------------- |
| Colo Colo · Chile                 | 1.ª           | 2006          | 1     | 0     | 0      | —                | —                | —                | —                       | —                       | —                       | 1     | 0     | 0      | 0.00            |
| Colo Colo · Chile                 | 1.ª           | 2008          | 1     | 0     | 0      | —                | —                | —                | —                       | —                       | —                       | 1     | 0     | 0      | 0.00            |
| Colo Colo · Chile                 | Total club    | Total club    | 2     | 0     | 0      | 0                | 0                | 0                | 0                       | 0                       | 0                       | 2     | 0     | 0      | 0.00            |
| Rivadavia Argentina               | 3.ª           | 2009-10       | 18    | 5     | 0      | —                | —                | —                | —                       | —                       | —                       | 18    | 5     | 0      | 0.28            |
| Rivadavia Argentina               | Total club    | Total club    | 18    | 5     | 0      | 0                | 0                | 0                | 0                       | 0                       | 0                       | 18    | 5     | 0      | 0.28            |
| Iberia · Chile                    | 3.ª           | 2010          | 21    | 5     | 0      | —                | —                | —                | —                       | —                       | —                       | 21    | 5     | 0      | 0.24            |
| Iberia · Chile                    | Total club    | Total club    | 21    | 5     | 0      | 0                | 0                | 0                | 0                       | 0                       | 0                       | 21    | 5     | 0      | 0.24            |
| Barnechea · Chile                 | 3.ª           | 2011          | 26    | 15    | 0      | —                | —                | —                | —                       | —                       | —                       | 26    | 15    | 0      | 0.58            |
| Barnechea · Chile                 | 2.ª           | 2012          | 19    | 16    | 4      | —                | —                | —                | —                       | —                       | —                       | 19    | 16    | 4      | 0.84            |
| Barnechea · Chile                 | Total club    | Total club    | 45    | 31    | 4      | 0                | 0                | 0                | 0                       | 0                       | 0                       | 45    | 31    | 4      | 0.69            |
| Unión Española · Chile            | 1.ª           | 2012          | 23    | 10    | 1      | 5                | 2                | 0                | —                       | —                       | —                       | 28    | 12    | 1      | 0.43            |
| Unión Española · Chile            | 1.ª           | 2013          | 17    | 8     | 6      | 7                | 3                | 0                | —                       | —                       | —                       | 24    | 11    | 6      | 0.46            |
| Universidad de Chile · Chile      | 1.ª           | 2013-14       | 32    | 17    | 5      | 2                | 0                | 0                | 9                       | 1                       | 0                       | 43    | 18    | 5      | 0.42            |
| Universidad de Chile · Chile      | 1.ª           | 2014-15       | 17    | 11    | 4      | —                | —                | —                | —                       | —                       | —                       | 17    | 11    | 4      | 0.65            |
| Querétaro F.C · México            | 1.ª           | 2014-15       | 13    | 1     | 0      | 7                | 2                | 0                | —                       | —                       | —                       | 20    | 3     | 0      | 0.15            |
| Universidad de Chile · Chile      | 1.ª           | 2015-16       | 26    | 5     | 3      | 11               | 2                | 2                | 2                       | 0                       | 0                       | 39    | 7     | 5      | 0.18            |
| Universidad de Chile · Chile      | Total club    | Total club    | 75    | 33    | 12     | 13               | 2                | 2                | 11                      | 1                       | 0                       | 99    | 36    | 14     | 0.36            |
| Querétaro F.C · México            | 1.ª           | 2016-17       | 10    | 0     | 0      | 3                | 1                | 0                | —                       | —                       | —                       | 13    | 1     | 0      | 0.08            |
| Querétaro F.C · México            | Total club    | Total club    | 23    | 1     | 0      | 10               | 3                | 0                | 0                       | 0                       | 0                       | 33    | 4     | 0      | 0.12            |
| Dorados de Sinaloa · México       | 2.ª           | 2016-17       | 23    | 8     | 0      | 1                | 0                | 0                | —                       | —                       | —                       | 24    | 8     | 0      | 0.33            |
| Dorados de Sinaloa · México       | Total club    | Total club    | 23    | 8     | 0      | 1                | 0                | 0                | 0                       | 0                       | 0                       | 24    | 8     | 0      | 0.33            |
| Everton · Chile                   | 1.ª           | 2017          | 14    | 7     | 1      | 1                | 0                | 0                | —                       | —                       | —                       | 15    | 7     | 1      | 0.47            |
| Everton · Chile                   | 1.ª           | 2018          | 23    | 12    | 2      | 2                | 0                | 1                | 2                       | 0                       | 0                       | 27    | 12    | 3      | 0.44            |
| Universidad de Concepción · Chile | 1.ª           | 2019          | 21    | 5     | 3      | —                | —                | —                | 6                       | 5                       | 0                       | 27    | 10    | 3      | 0.37            |
| Universidad de Concepción · Chile | Total club    | Total club    | 21    | 5     | 3      | 0                | 0                | 0                | 6                       | 5                       | 0                       | 27    | 10    | 3      | 0.37            |
| Everton · Chile                   | 1.ª           | 2020          | 8     | 2     | 1      | —                | —                | —                | —                       | —                       | —                       | 8     | 2     | 1      | 0.25            |
| Everton · Chile                   | Total club    | Total club    | 45    | 21    | 4      | 3                | 0                | 1                | 2                       | 0                       | 0                       | 50    | 21    | 5      | 0.42            |
| Alianza Lima · Perú               | 1.ª           | 2020          | 20    | 6     | 2      | —                | —                | —                | 2                       | 1                       | 0                       | 22    | 7     | 2      | 0.32            |
| Alianza Lima · Perú               | Total club    | Total club    | 20    | 6     | 2      | 0                | 0                | 0                | 2                       | 1                       | 0                       | 22    | 7     | 2      | 0.32            |
| Unión Española · Chile            | 1.ª           | 2021          | 25    | 8     | 1      | 3                | 0                | 0                | 2                       | 1                       | 0                       | 30    | 9     | 1      | 0.3             |
| Unión Española · Chile            | Total club    | Total club    | 65    | 26    | 8      | 15               | 5                | 0                | 2                       | 1                       | 0                       | 82    | 32    | 8      | 0.39            |
| Ñublense · Chile                  | 1.ª           | 2022          | 28    | 8     | 4      | 3                | 0                | 1                | 2                       | 0                       | 0                       | 33    | 8     | 5      | 0.24            |
| Ñublense · Chile                  | 1.ª           | 2023          | 25    | 15    | 3      | —                | —                | —                | 7                       | 2                       | 0                       | 32    | 17    | 3      | 0.53            |
| Ñublense · Chile                  | 1.ª           | 2024          | 23    | 9     | 2      | 8                | 2                | 3                | —                       | —                       | —                       | 31    | 11    | 5      | 0.35            |
| Ñublense · Chile                  | 1.ª           | 2025          | 15    | 4     | 1      | 2                | 0                | 0                | 2                       | 0                       | 0                       | 19    | 4     | 1      | 0.21            |
| Ñublense · Chile                  | Total club    | Total club    | 91    | 36    | 10     | 13               | 2                | 4                | 11                      | 2                       | 0                       | 115   | 40    | 14     | 0.35            |
| Total carrera                     | Total carrera | Total carrera | 449   | 177   | 43     | 55               | 12               | 7                | 34                      | 10                      | 0                       | 538   | 199   | 50     | 0.37            |
| 1. 2. 3.                          |               |               |       |       |        |                  |                  |                  |                         |                         |                         |       |       |        |                 |

### Selección
| Selección      | Temporada | Amistosos | Amistosos | Amistosos | Sudamérica(1) | Sudamérica(1) | Sudamérica(1) | Mundial(2) | Mundial(2) | Mundial(2) | Total | Total | Total  | Media goleadora |
| Selección      | Temporada | Part.     | Goles     | Asist.    | Part.         | Goles         | Asist.        | Part.      | Goles      | Asist.     | Part. | Goles | Asist. | Media goleadora |
| -------------- | --------- | --------- | --------- | --------- | ------------- | ------------- | ------------- | ---------- | ---------- | ---------- | ----- | ----- | ------ | --------------- |
| Adulta · Chile | 2013      | 3         | 1         | 0         | —             | —             | —             | —          | —          | —          | 3     | 1     | 0      | 0.33            |
| Adulta · Chile | Total     | 3         | 1         | 0         | 0             | 0             | 0             | 0          | 0          | 0          | 3     | 1     | 0      | 0.33            |

### Resumen estadístico
| Competición                 | Partidos | Goles | Promedio |
| --------------------------- | -------- | ----- | -------- |
| Primera División de Chile   | 299      | 121   | 0.4      |
| Primera B de Chile          | 19       | 16    | 0.84     |
| Tercera División A de Chile | 47       | 20    | 0.43     |
| Torneo Argentino A          | 18       | 5     | 0.28     |
| Primera División de México  | 23       | 1     | 0.04     |
| Liga de Ascenso de México   | 23       | 8     | 0.35     |
| Primera División del Perú   | 20       | 6     | 0.3      |
| Copa Chile                  | 44       | 9     | 0.2      |
| Copa México                 | 11       | 3     | 0.27     |
| Copa Libertadores           | 25       | 9     | 0.36     |
| Copa Sudamericana           | 9        | 1     | 0.11     |
| Selección de Chile          | 3        | 1     | 0.33     |
| Total                       | 541      | 200   | 0.37     |

### Tripletes
Partidos en los que anotó tres o más goles:
 Actualizado de acuerdo al último partido jugado el 30 de septiembre de 2023.
| Partidos en los que anotó tres o más goles | Partidos en los que anotó tres o más goles | Partidos en los que anotó tres o más goles                         | Partidos en los que anotó tres o más goles | Partidos en los que anotó tres o más goles | Partidos en los que anotó tres o más goles | Partidos en los que anotó tres o más goles |
| N.º                                        | Fecha                                      | Estadio                                                            | Partido                                    | Goles                                      | Resultado                                  | Competición                                |
| ------------------------------------------ | ------------------------------------------ | ------------------------------------------------------------------ | ------------------------------------------ | ------------------------------------------ | ------------------------------------------ | ------------------------------------------ |
| 1                                          | 12 de febrero de 2012                      | Estadio Municipal de La Pintana, Santiago de Chile                 | Barnechea-Magallanes                       |                                            | 4-0                                        | Primera B de Chile 2011                    |
| 2                                          | 25 de agosto de 2013                       | Estadio Santa Laura, Santiago de Chile                             | Universidad de Chile-Deportes Antofagasta  |                                            | 5-0                                        | Torneo Apertura 2013                       |
| 3                                          | 5 de febrero de 2017                       | Estadio Banorte, Culiacán                                          | Dorados-Venados                            |                                            | 4-1                                        | Clausura 2017 Ascenso MX                   |
| 4                                          | 2 de septiembre de 2018                    | Estadio Sausalito, Viña del Mar                                    | Everton-Colo-Colo                          |                                            | 4-2                                        | Primera División de Chile 2018             |
| 5                                          | 6 de marzo de 2019                         | Estadio Municipal Alcaldesa Ester Roa Rebolledo, Concepción, Chile | U. de Concepción-Sporting Cristal          |                                            | 5-4                                        | Copa Libertadores 2019                     |
| 6                                          | 30 de octubre de 2021                      | Estadio Santa Laura, Santiago de Chile                             | U. Española-Everton de Viña del Mar        |                                            | 3-2                                        | Primera División de Chile 2021             |
| 7                                          | 30 de septiembre de 2023                   | Estadio Francisco Sánchez Rumoroso, Coquimbo                       | Coquimbo Unido-Ñublense                    |                                            | 1-3                                        | Primera División de Chile 2023             |

## Palmarés

### Campeonatos nacionales
| Título             | Equipo               | País   | Año    |
| ------------------ | -------------------- | ------ | ------ |
| Primera División   | Colo-Colo            | Chile  | 2006-C |
| Tercera División A | Barnechea            | Chile  | 2011   |
| Primera División   | Unión Española       | Chile  | 2013-T |
| Supercopa de Chile | Unión Española       | Chile  | 2013   |
| Primera División   | Universidad de Chile | Chile  | 2014-A |
| Supercopa de Chile | Universidad de Chile | Chile  | 2015   |
| Copa Chile         | Universidad de Chile | Chile  | 2015   |
| Copa MX            | Querétaro            | México | 2016   |

### Distinciones individuales
| Distinción                 | Año    |
| -------------------------- | ------ |
| Futbolista Amateur del Año | 2011   |
| Goleador Primera B         | 2012-A |